# 당 소종
당 소종 이엽(唐昭宗 李曄, 867년 3월 31일(음력 2월 22일) ~ 904년 9월 22일(음력 8월 11일))은 중국 당나라의 제19대 황제(재위 888년－900년, 901년 ~ 904년)이다. 당 의종의 일곱째 아들이자 공헌황후(恭憲皇后) 소생이며 당 희종의 이복 동생이었다. 원래 이름은 걸(傑)이었다가 즉위 후 엽(曄)으로 개명하였다. 나중에 다시 이름을 고쳐 민(敏)이라 하였다.

## 생애
당시 방훈의 난, 황소의 난을 거치며 그가 재위할 888년 무렵에는 당나라는 각 지방 절도사들에 의해 사실상 분열된 상태였고 환관 세력이 역시 통제불능의 상태가 되어 국정을 마음대로 처리하고 있었다.
892년 봉상절도사 이무정과 싸웠으나 대패했고 이무정이 경성을 공략하고 도성 앞까지 밀려오자 재상 두양능 등을 처형하고 위국부인 진씨를 하동절도사 이극용에게 시집보냈다. 900년 술기운에 환관과 궁녀 몇 명을 칼로 쳐 죽였다가 환관 유계술에 의해 감금당했으나 이후 번진 세력의 도움으로 탈출했다. 황제가 낙양으로 강제 천도를 하는데 마침 황제의 가마를 본 백성들이 "황제 폐하 만세!"를 외쳤고, 그 소리를 들은 소종은 눈물을 흘리며 "짐은 이제 더 이상 황제가 아니다. 오늘 죽을지 내일 죽을지 모르는데 만세가 무슨 소용인가?" 라고 슬프게 말하며 황족으로 태어난 자신을 원망했다는 일화가 《구당서》와 《신당서》에 수록되어 전한다.
이무정이 주전충에게 패배하자 당 소종은 주전충에게 사로잡히고 904년 결국 살해되었다.

## 존호, 시호, 묘호, 능호
생전 존호는 성문예덕광무홍효황제(聖文睿德光武弘孝皇帝)이다.
시호는 성목경문효황제(聖穆景文孝皇帝)이다. 또 다른 시호로는 공령장민효황제(恭靈莊閔孝皇帝)가 있다.
묘호는 소종(昭宗)이며, 또 다른 묘호로는 양종(襄宗)이 있다. 능호는 화릉(和陵)이다.

## 가계

### 조부모와 부모
- 조부 : 선종(宣宗) 헌문황제(獻文皇帝) 이침(李忱)
- 조모 : 원소황후(元昭皇后) 조씨(晁氏)
- 부친 : 의종(懿宗) 공혜황제(恭惠皇帝) 이최(李漼)
- 모친 : 공헌황후(恭憲皇后) 왕씨(王氏)

### 황후
| 봉호       | 시호                | 이름(성씨) | 별칭  | 재위년도                    | 생몰년도  | 국구(장인/장모) | 능묘 | 비고  |
| ---------- | ------------------- | ---------- | ----- | --------------------------- | --------- | --------------- | ---- | ----- |
| 황후(皇后) | 선목황후 (宣穆皇后) | 하씨(何氏) | [ 2 ] | 898년 ~ 900년 901년 ~ 904년 | ? ~ 906년 |                 |      | [ 3 ] |

### 후궁
| 봉호(시호)     | 별칭                                      | 이름(성씨)     | 생몰년도  | 비고  |
| -------------- | ----------------------------------------- | -------------- | --------- | ----- |
| 소의(昭儀)     |                                           | 이점영(李漸榮) |           |       |
| 첩여(婕妤)     | 제국부인(齊國夫人)                        |                |           |       |
| 첩여(婕妤)     | 부풍군부인(扶風郡夫人)                    |                |           |       |
| 첩여(婕妤)     | 고양군부인(高陽郡夫人)                    |                |           |       |
| 국부인(國夫人) | 위국부인(魏國夫人)                        | 진씨(陳氏)     |           | [ 4 ] |
| 국부인(國夫人) | 조국부인(趙國夫人)                        | 총안(寵顔)     |           |       |
| 국부인(國夫人) | 신진군부인(新秦郡夫人) 진국부인(晉國夫人) | 가정(可証)     | ? ~ 904년 |       |
| 국부인(國夫人) | 낙안군부인(樂安郡夫人) 진국부인(秦國夫人) |                |           |       |
| 국부인(國夫人) | 광릉군부인(廣陵郡夫人) 초국부인(楚國夫人) |                |           |       |
| 국부인(國夫人) | 태구군부인(太邱郡夫人) 월국부인(越國夫人) |                |           |       |
| 국부인(國夫人) | 운안군부인(雲安郡夫人) 연국부인(燕國夫人) |                |           |       |
| 군부인(郡夫人) | 하동군부인(河東郡夫人)                    | 배정일(裴貞一) |           |       |
| 군부인(郡夫人) | 풍익군부인(馮翊郡夫人)                    |                |           |       |

### 황자
| -    | 봉호       | 시호 | 이름                  | 생몰년도      | 생모      | 자식 | 별칭 | 비고                    |
| ---- | ---------- | ---- | --------------------- | ------------- | --------- | ---- | ---- | ----------------------- |
| 장남 | 덕왕(德王) |      | 이우(李祐) 이유(李裕) | ? ~ 905년     | 황후 하씨 |      |      | [ 5 ]                   |
| 차남 | 체왕(棣王) |      | 이우(李祤)            | ? ~ 905년     |           |      |      | [ 5 ]                   |
| 3남  | 건왕(虔王) |      | 이계(李禊)            | ? ~ 905년     |           |      |      | [ 5 ]                   |
| 4남  | 기왕(沂王) |      | 이인(李禋)            | ? ~ 905년     |           |      |      | [ 5 ]                   |
| 5남  | 수왕(遂王) |      | 이의(李禕)            | ? ~ 905년     |           |      |      | [ 5 ]                   |
| 6남  | 경왕(景王) |      | 이비(李祕)            | ? ~ 905년     |           |      |      | [ 5 ]                   |
| 7남  | 기왕(祁王) |      | 이기(李祺)            | ? ~ 905년     |           |      |      | [ 5 ]                   |
| 8남  | 아왕(雅王) |      | 이진(李禛)            | ? ~ 905년     |           |      |      | [ 5 ]                   |
| 9남  | 휘왕(輝王) |      | 이축(李柷)            | 892년 ~ 908년 | 황후 하씨 |      |      | 제20대 황제 애제(哀帝). |
| 10남 | 경왕(瓊王) |      | 이상(李祥)            | ? ~ 905년     |           |      |      | [ 5 ]                   |
| 11남 | 단왕(端王) |      | 이정(李禎)            |               |           |      |      |                         |
| 12남 | 풍왕(豊王) |      | 이기(李祁)            |               |           |      |      |                         |
| 13남 | 화왕(和王) |      | 이복(李福)            |               |           |      |      |                         |
| 14남 | 등왕(登王) |      | 이희(李禧)            |               |           |      |      |                         |
| 15남 | 가왕(嘉王) |      | 이호(李祜)            |               |           |      |      |                         |
| 16남 | 영왕(穎王) |      | 이제(李禔)            |               |           |      |      |                         |
| 17남 | 채왕(蔡王) |      | 이우(李祐)            |               |           |      |      |                         |

### 황녀
| -    | 봉호(시호)         | 이름 | 생몰년도  | 생모      | 부마           | 별칭 | 비고   |
| ---- | ------------------ | ---- | --------- | --------- | -------------- | ---- | ------ |
| 장녀 | 신안공주(新安公主) |      |           |           |                |      |        |
| 차녀 | 평원공주(平原公主) |      |           | 황후 하씨 | 이계간(李繼侃) |      |        |
| 3녀  | 신도공주(信都公主) |      |           |           |                |      |        |
| 4녀  | 익창공주(益昌公主) |      |           |           |                |      |        |
| 5녀  | 당흥공주(唐興公主) |      |           |           |                |      |        |
| 6녀  | 덕청공주(德淸公主) |      |           |           |                |      |        |
| 7녀  | 태강공주(太康公主) |      |           |           |                |      |        |
| 8녀  | 영명공주(永明公主) |      | ? ~ 906년 |           |                |      | 요절함 |
| 9녀  | 신흥공주(新興公主) |      |           |           |                |      |        |
| 10녀 | 보안공주(普安公主) |      |           |           |                |      |        |
| 11녀 | 낙평공주(樂平公主) |      |           |           |                |      |        |

## 기년
| 소종        | 원년            | 2년             | 3년                 | 4년                 | 5년        | 6년                 | 7년        | 8년        | 9년        | 10년                |
| ----------- | --------------- | --------------- | ------------------- | ------------------- | ---------- | ------------------- | ---------- | ---------- | ---------- | ------------------- |
| 서력 (西曆) | 889년           | 890년           | 891년               | 892년               | 893년      | 894년               | 895년      | 896년      | 897년      | 898년               |
| 간지 (干支) | 기유(己酉)      | 경술(庚戌)      | 신해(辛亥)          | 임자(壬子)          | 계축(癸丑) | 갑인(甲寅)          | 을묘(乙卯) | 병진(丙辰) | 정사(丁巳) | 무오(戊午)          |
| 연호 (年號) | 용기(龍紀) 원년 | 대순(大順) 원년 | 2년                 | 3년 경복(景福) 원년 | 2년        | 건녕(乾寧) 원년     | 2년        | 3년        | 4년        | 5년 광화(光化) 원년 |
| 소종        | 11년            | 12년            | 13년                | 14년                | 15년       | 16년                |            |            |            |                     |
| 서력 (西曆) | 899년           | 900년           | 901년               | 902년               | 903년      | 904년               |            |            |            |                     |
| 간지 (干支) | 기미(己未)      | 경신(庚申)      | 신유(辛酉)          | 임술(壬戌)          | 계해(癸亥) | 갑자(甲子)          |            |            |            |                     |
| 연호 (年號) | 2년             | 3년             | 4년 천복(天復) 원년 | 2년                 | 3년        | 4년 천우(天祐) 원년 |            |            |            |                     |